# Vida, Harbo socken
Vida är en by i Harbo socken, Heby kommun.
Namnet kommer av det fornsvenska vidher som betyder skog. Vida har i senare tid inte haft några större skogsområden, men som byn troligen hör till Harbos forntida, är det mycket möjligt att skogsmarkerna då var större här. 1865 omtalas flera fornlämningar på en kulle söder om byn. Idag finns bara en skadad stensättning på kullen (RAÄ 13, Harbo socken).
Vida upptas inte i markgäldsförteckningen 1312, men det kan bero på att gården redan då var frälsejord. I jordeboken 1545 omtalas att en Laurens Bondasson skall ha funnits i Vida redan 1339. Annars nämns byn först 1448, då den donerades av Kristina Halvdansdotter till Uppsala domkyrka, för underhåll till S:t Petrus och S:t Paulus kor. Gustav Vasa tog gårdarna från domkyrkan och gjorde dem till sin egen. 1560 bytte Anna Bengtsdotter (Sparre av Hjulsta och Ängsö) som ägde Aspnäs till sig gårdarna av Gustav Vasa, och lade dem till sitt gods Aspnäs. När Harbonäs bröts loss från Aspnäsgodset 1668, hamnade Vida i stället under Harbonäs.
Under 1600-talet ökade antalet gårdar i Vida. Från 1630-talet fanns här tre, och från 1650-talet fyra gårdar. Bönderna blir aldrig fler än fyra, men däremot tillkommer en rad torp, i början av 1700-talet fanns här fyra backstugor. Från 1680-talet soldattorp för soldaten Viberg, och dessutom fanns här även dragonen Vidberg. Rosendal, Backbo och Broberget är några av byns äldre torp.
I Vida fanns även en kalkbränningsugn på 1850-talet. På 1850-talet såldes Vida av från Harbonäs. En ny herrgårdsliknande byggnad med allé byggdes några hundra meter söder om den gamla byn, och frälsebönderna avhyses, och i stället anställdes statare. Under Tämnarsänkningen på 1870-talet, och Harboåns sänkning på 1890-talet skapades stora mängder åkermark av det som tidigare varit sanka myrängar som lades under Vida. August Bohlin är en av de personer som arbetat som statare vid Vida. På 1920-talet flyttade de sista personerna från gammelvida. Idag är all bebyggelse där borta.
1940 bodde ännu 75 personer i Vida med underliggande torp. 1981 fanns bara 28 personer kvar.
Vida skog, sydöst om byn ned mot Harboån är idag ett naturreservat, bestående av orörd sumpskog med en rad hotade arter.